# Section des Tuileries
La section des Tuileries était, sous la Révolution française, une section révolutionnaire parisienne.

## Représentants
Elle était représentée à la Commune de Paris par :
- Louis Martinet, chef de la comptabilité à la Trésorerie nationale,
- Lacombe,
- Jacques Viallard, né en 1758, perruquier, demeurant 3, porte Saint-Honoré[2].

## Historique
Cette section est la plus riche de Paris. Elle n’a pas changé de nom au cours de la Révolution.

## Territoire
Palais des Tuileries et jardin des Tuileries.

## Limites
La rue Saint-Honoré, à droite, depuis la rue Royale jusqu’à la rue Froidmanteau : la rue Froidmanteau, à droite de la rue Saint-Honoré, à la rivière : le bord de la rivière jusqu’au pont Louis XVI (actuel pont de la Concorde) : le côté droit de la place Louis XV (actuelle place de la Concorde) : la rue Royale, à droite, jusqu’à la rue Saint-Honoré.

## Intérieur
La rue Saint-Florentin, les Tuileries, la place du Carrousel, les rues du Dauphin, de l’Échelle, Saint-Louis, du Carrousel, Saint-Nicaise, des Orties, du Doyenné, Saint-Thomas-du-Louvre, la partie de la place du Palais-Royal, à droite, en allant à la rue de Chartres, depuis le coin de la rue Saint-Honoré jusque y compris le Château-d'eau, au coin de la rue Froidmanteau : les rues de Chartres, de Rohan, etc. ; et généralement toutes les rues, culs-de-sac et places enclavés dans cette limite.

## Local
La section des Tuileries se réunissait dans l’église du couvent des Feuillants.

## Population
15 150 habitants, dont 650 ouvriers et 508 économiquement faibles.

## 9 Thermidor an II
Lors de la chute de Robespierre, la section des Tuileries soutint la Convention nationale au cours de la nuit du 9 au 10 thermidor an II (28 juillet 1794), qui vit la chute de Maximilien de Robespierre. Aucun de ses représentants ne prêta serment à la Commune de Paris.

## Évolution
Après le regroupement par quatre des sections révolutionnaires par la loi du 19 vendémiaire an IV (11 octobre 1795) qui porte création de 12 arrondissements, la présente section est maintenue comme subdivision administrative, puis devient, par arrêté préfectoral du 10 mai 1811, le quartier des Tuileries (1er arrondissement de Paris).

## Galerie

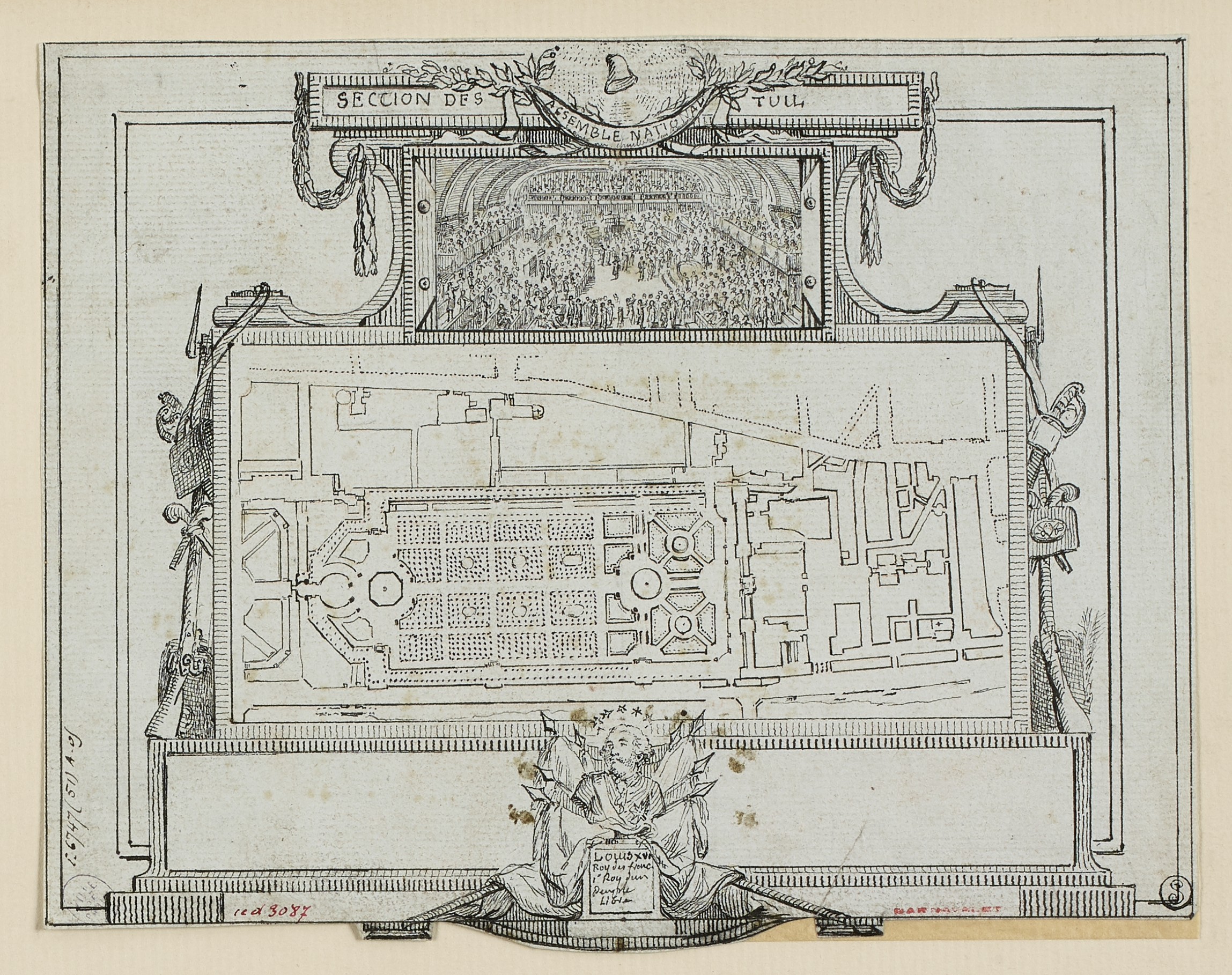
Plan de section des Tuieries.
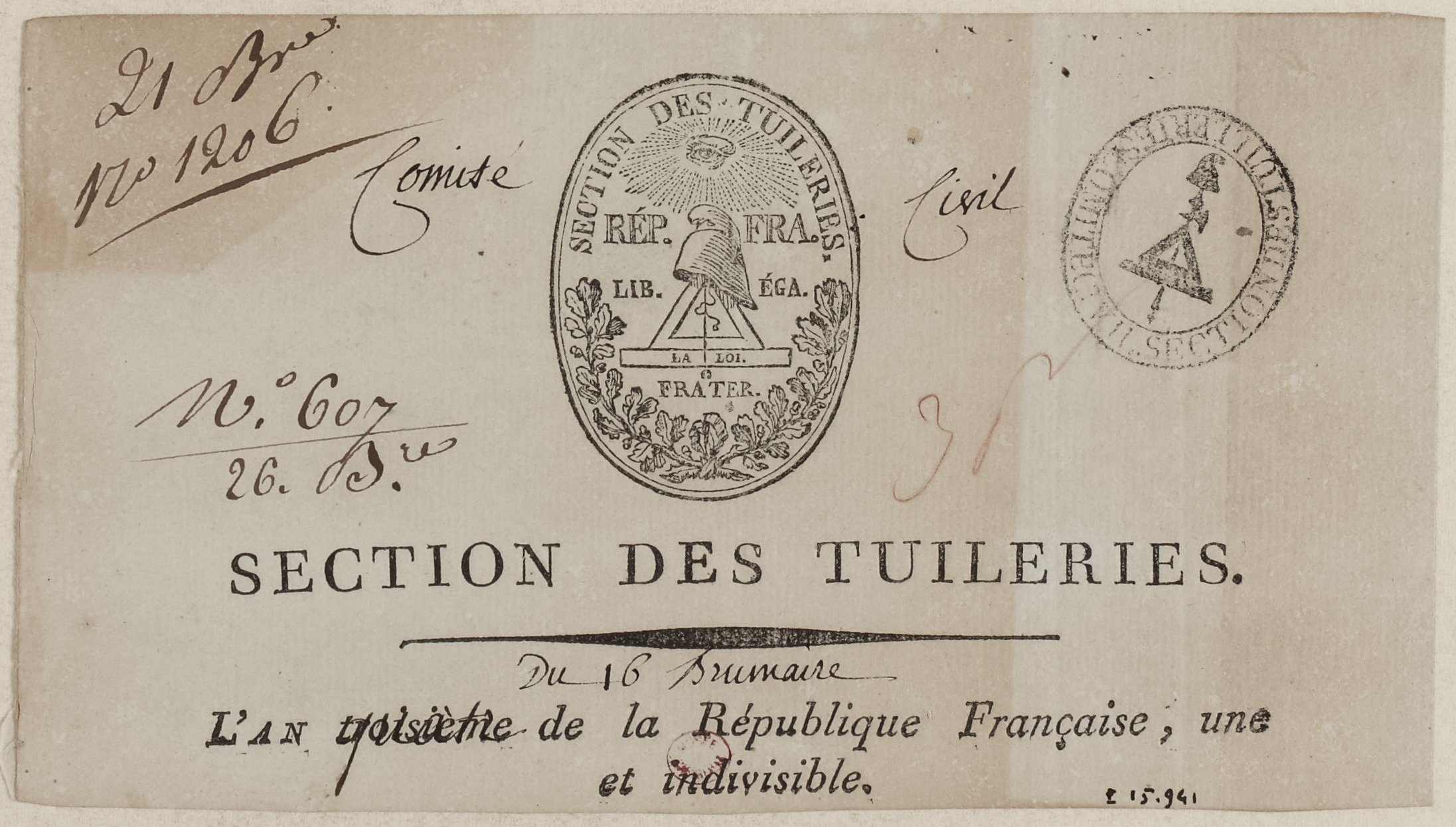
Document à en-tête de la section des Tuileries.
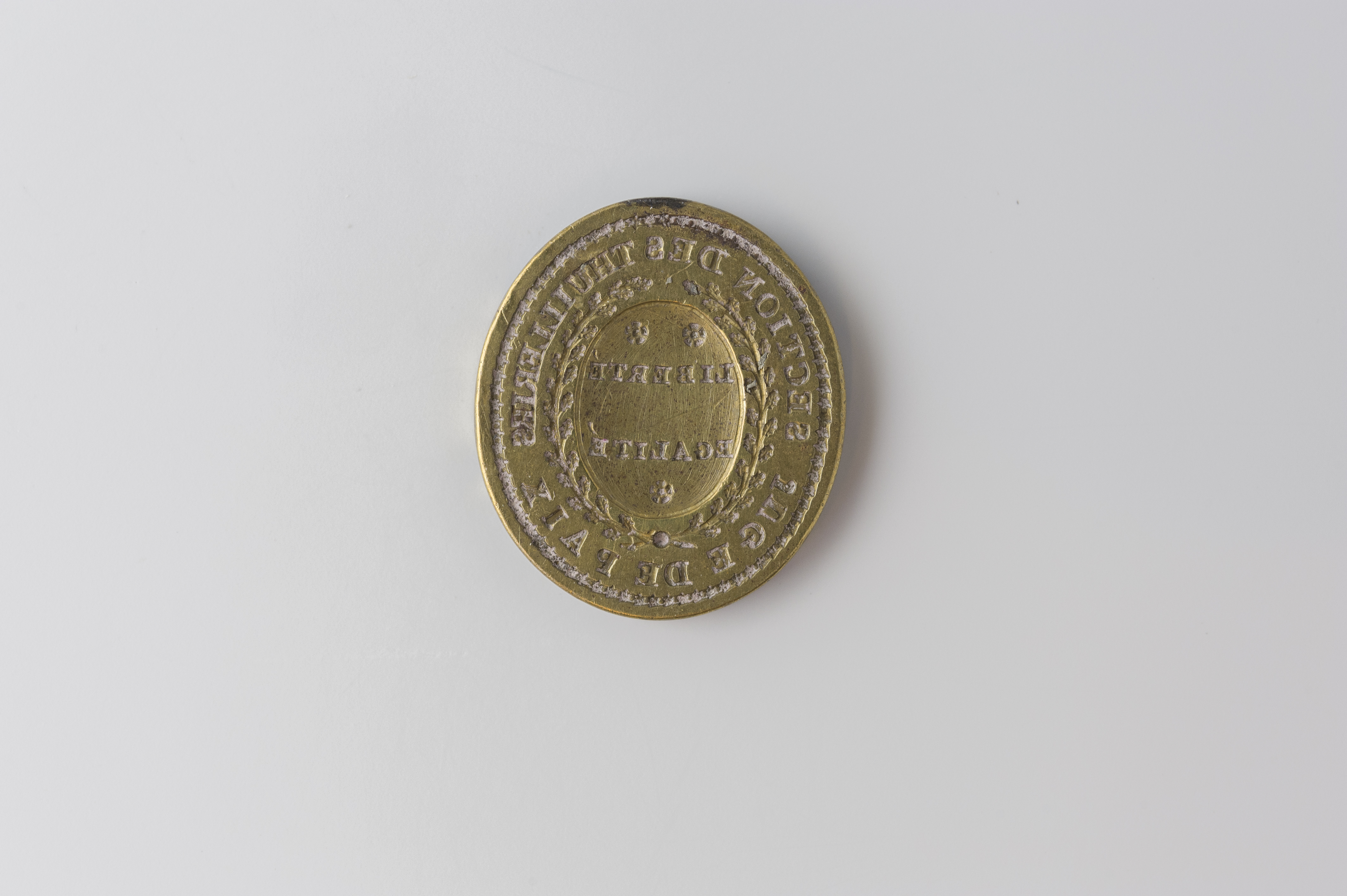
Sceau du juge de paix de la section des Tuileries.